# Борм ле Мимоза
Борм ле Мимоза (фр. Bormes-les-Mimosas) насеље је и општина у Француској у региону Прованса-Алпи-Азурна обала, у департману Вар која припада префектури Тулон.
По подацима из 2011. године у општини је живело 7.548 становника, а густина насељености је износила 77,56 становника/km². Општина се простире на површини од 97,32 km². Налази се на средњој надморској висини од 150 метара (максималној 642 m, а минималној 0 m).

## Демографија
| 1962. | 1968. | 1975. | 1982. | 1990. | 1999. | 2011. |
| ----- | ----- | ----- | ----- | ----- | ----- | ----- |
| 2.486 | 2.965 | 3.093 | 3.839 | 5.083 | 6.324 | 7.548 |

График промене броја становника у току последњих година